# 제물포역

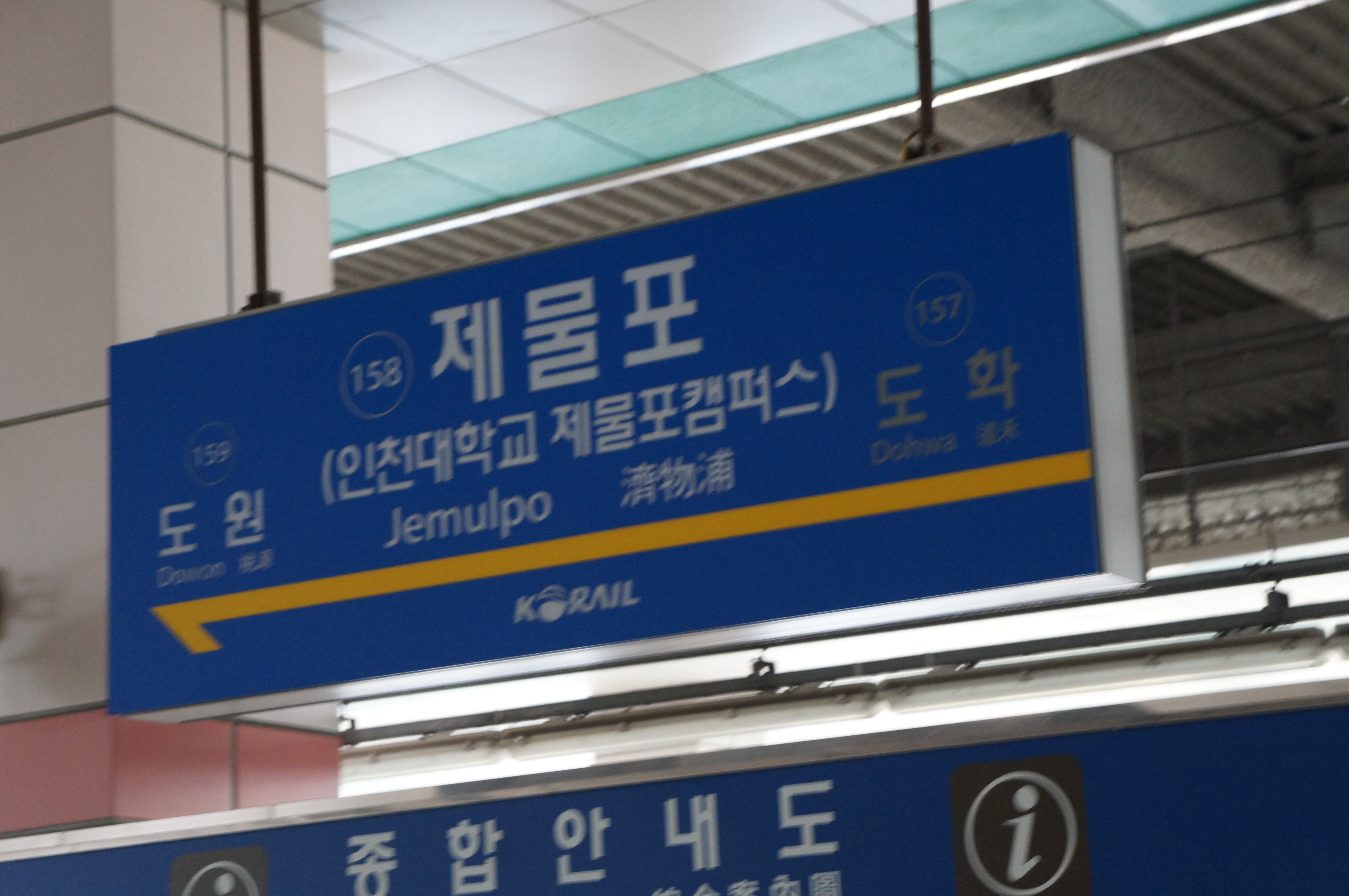
역명판

제물포(인천대학교 제물포캠퍼스)역(濟物浦驛, Jemulpo station)은 인천광역시 미추홀구에 있는 수도권 전철 1호선의 철도역이다. 부기역명은 인천대학교 제물포캠퍼스이다.
한국전쟁 휴전 이후 숭의동과 도화동 일대에 대한민국 이공과중심대학(理工科中心大學)의 효시(嚆矢)로서의 인하공대(1954년)를 비롯하여 인천사범·박문학교·동인천학교·성광학교·기서학교 등의 여러 학교가 신설되었다. 통학생 대부분이 동인천역에서 내려 등하교하는 불편이 있어, 1957년에 가칭 '숭의역' 신설 계획이 결정되었고, 1959년 7월 1일 영업을 개시하였다.

## 역사
- 1957년 11월 : 가칭 '숭의역' 신설 계획 입안
- 1959년 3월 : 단층 목조 구역사 준공
- 1959년 7월 1일 : 제물포역으로 영업 개시[2]
- 1965년 1월 12일 : 단층 적조 구역사 준공
- 1974년 8월 15일 : 수도권 전철 운행 개시
- 2009년 9월 1일 : 부기역명을 재능대학으로 변경
- 2009년 12월 1일 : 철도승차권 단말기 철거
- 2010년 10월 : 부기역명을 인천대학교 제물포캠퍼스로 변경
- 2016년 2월 1일 : 급행열차 정차 개시

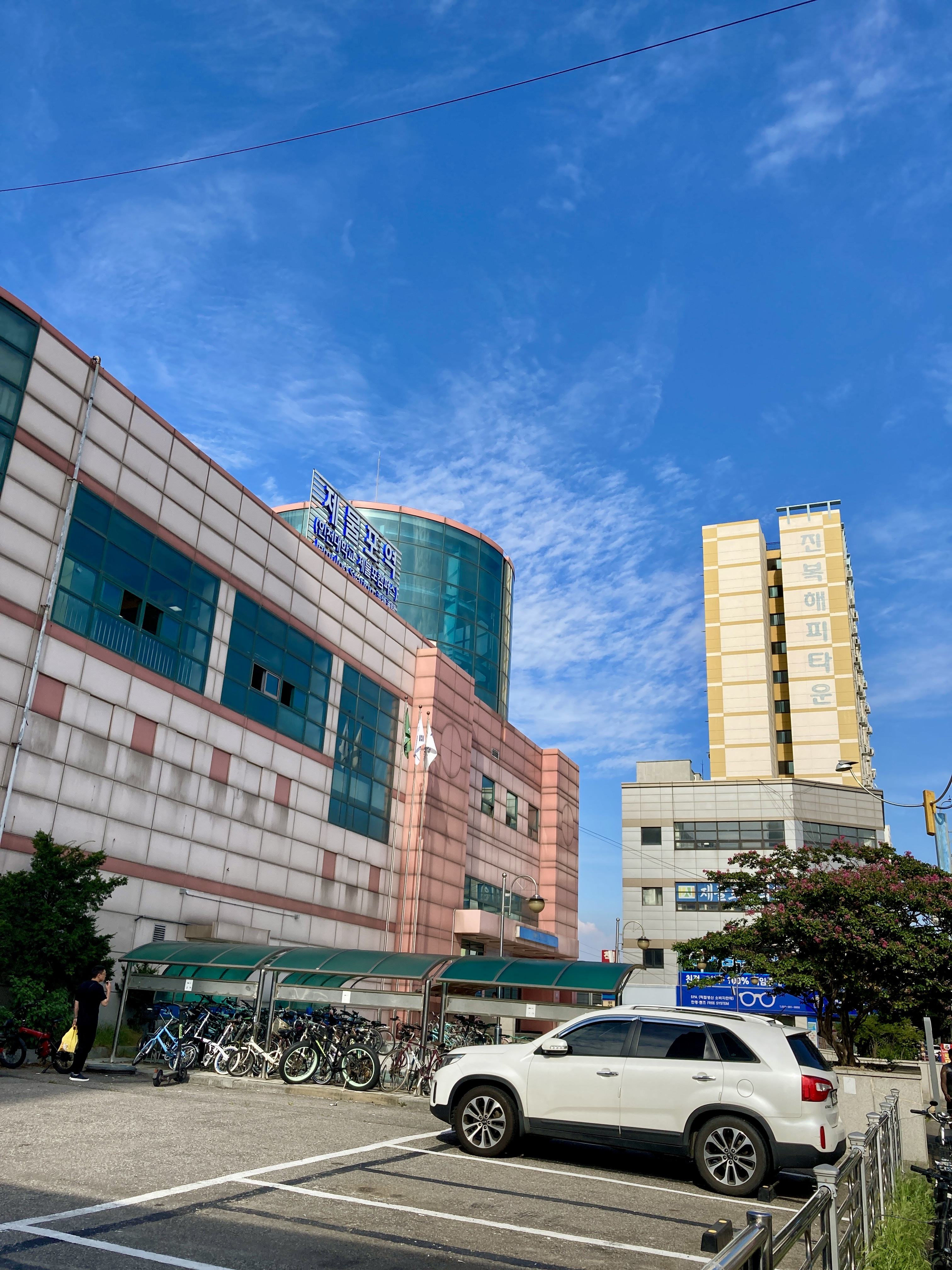
제물포역(2023년 08월)

## 역 구조

### 승강장
2면 4선의 쌍섬식 승강장이다. 출구는 2개이다. 현재 스크린도어 설치가 되어있다.

### 배선도
제물포역과 경인선의 배선도는 다음과 같다. 

| ↑ 도화          |
| １２ \| ３４ \| |
| 도원 ↓          |

| 1 | ● 수도권 전철 1호선 | 부천 · 광운대 · 연천 방면               |
| 2 | ● 수도권 전철 1호선 | 주안 · 구로 · 영등포 · 용산 방면 (급행) |
| 3 | ● 수도권 전철 1호선 | 동인천 방면 (급행)                      |
| 4 | ● 수도권 전철 1호선 | 도원 · 동인천 · 인천 방면               |

## 역 주변
- 미추홀구청·의회
- 도화2·3동행정복지센터
- 선인고등학교
- 송림3·5동행정복지센터
- 수봉공원
- 숭의4동행정복지센터
- 인천남중학교
- 인천대학교 제물포캠퍼스
- 인천서화초등학교
- 인천숭의초등학교
- 인천의료원
- 인천재능대학교
- 인화여자중학교
- 인화여자고등학교
- 제물포시장
- 인천미추홀경찰서 제물포치안센터
- 청운대학교

## 이용객 변동
| 노선  | 노선 | 일평균 인원수 (명/일) | 일평균 인원수 (명/일) | 일평균 인원수 (명/일) | 일평균 인원수 (명/일) | 일평균 인원수 (명/일) | 일평균 인원수 (명/일) | 일평균 인원수 (명/일) | 일평균 인원수 (명/일) | 일평균 인원수 (명/일) | 일평균 인원수 (명/일) | 각주                  | 각주                  | 각주  |
| 노선  | 노선 | 2000년                | 2001년                | 2002년                | 2003년                | 2004년                | 2005년                | 2006년                | 2007년                | 2008년                | 2009년                | 각주                  | 각주                  | 각주  |
| ----- | ---- | --------------------- | --------------------- | --------------------- | --------------------- | --------------------- | --------------------- | --------------------- | --------------------- | --------------------- | --------------------- | --------------------- | --------------------- | ----- |
| 1호선 | 승차 | 18,053                | 18,226                | 16,230                | 15,434                | 11,302                | 11,267                | 10,056                | 10,120                | 9,978                 | 9,175                 | [ 3 ]                 | [ 3 ]                 | [ 3 ] |
| 1호선 | 하차 | 14,195                | 16,712                | 17,735                | 14,310                | 10,800                | 10,760                | 10,510                | 9,846                 | 9,600                 | 8,813                 | [ 3 ]                 | [ 3 ]                 | [ 3 ] |
| 노선  | 노선 | 일평균 인원수 (명/일) | 일평균 인원수 (명/일) | 일평균 인원수 (명/일) | 일평균 인원수 (명/일) | 일평균 인원수 (명/일) | 일평균 인원수 (명/일) | 일평균 인원수 (명/일) | 일평균 인원수 (명/일) | 일평균 인원수 (명/일) | 일평균 인원수 (명/일) | 일평균 인원수 (명/일) | 일평균 인원수 (명/일) | 각주  |
| 노선  | 노선 | 2010년                | 2011년                | 2012년                | 2013년                | 2014년                | 2015년                | 2016년                | 2017년                | 2018년                | 2019년                | 2020년                | 2021년                | 각주  |
| 1호선 | 승차 | 8,237                 | 8,660                 | 8,496                 | 8,377                 | 8,243                 | 8,089                 | 9,823                 | 11,115                | 11,424                | 11,526                | 8,233                 | 8,710                 | [ 3 ] |
| 1호선 | 하차 | 7,857                 | 8,194                 | 7,979                 | 7,852                 | 7,650                 | 7,538                 | 9,309                 | 10,434                | 10,776                | 10,871                | 7,794                 | 8,406                 | [ 3 ] |

## 인접한 역
| 경인선             | 경인선                                             | 경인선             |
| ------------------ | -------------------------------------------------- | ------------------ |
| 157 도화 연천 방면 | ● 수도권 전철 1호선 경원-경인선 완행 · 경원선 급행 | 159 도원 인천 방면 |
| 156 주안 용산 방면 | ● 수도권 전철 1호선 경인선 급행                    | 160 동인천 방면    |